# Троєбратський сільський округ
Троєбра́тський сільський округ (каз. Троебрат ауылдық округі, рос. Троебратский сельский округ) — адміністративна одиниця у складі Узункольського району Костанайської області Казахстану. Адміністративний центр та єдиний населений пункт — село Троєбратський.
Населення — 1708 осіб (2021; 2413 у 2009, 2634 у 1999, 3737 у 1989).
Станом на 1989 рік існувала Троєбратська селищна рада (смт Троєбратський).